# Crataegus nitidula
Crataegus nitidula es una especie de planta del género Crataegus, perteneciente a la familia Rosaceae.

## Taxonomía
Crataegus nitidula fue descrita por Charles Sprague Sargent en 1907.

## Distribución
Se encuentra en el territorio de Míchigan, Ontario, Pensilvania y Wisconsin.